# Karruhippus
Karruhippus is een geslacht van rechtvleugeligen uit de familie veldsprinkhanen (Acrididae). De wetenschappelijke naam van dit geslacht is voor het eerst geldig gepubliceerd in 1989 door Brown.

## Soorten
Het geslacht Karruhippus  is monotypisch en omvat slechts de volgende soort:
- Karruhippus albicornis (Brown, 1989)